# 井上拓
井上 拓（いのうえ たく、1983年8月18日 - ）は、日本のソングライター、編曲家、DJ。北海道出身。
愛称は「イノタク」。

## 経歴
北海道札幌開成高等学校、東京外国語大学ポルトガル語学科卒業、筑波大学大学院図書館情報メディア研究科博士前期課程修了。
2009年からバンダイナムコスタジオ所属のゲームサウンドデザイナー、コンポーザーとして『鉄拳シリーズ』や『リッジレーサーシリーズ』、『アイドルマスターシリーズ』等の楽曲制作や『塊魂 ノ・ビ〜タ』や『シンクロニカ』のサウンドディレクターを務めていた。作曲・編曲ではTaku Inoue名義を用いることが多かったが、TOY'S FACTORY所属以降は名義をTAKU INOUEに統一している。
2018年6月末を以てバンダイナムコスタジオを退社しフリーへと転向。2019年7月にはトイズファクトリーとアーティスト契約をしたことを明かした。2021年6月から今後の楽曲を同社の配信特化型レーベルである「VIA」からリリースする事になり、同年7月より自身のソロプロジェクト「TAKU INOUEプロジェクト」を始動。第1弾として星街すいせいをボーカリストに迎え『3時12分』を配信で、12月22日に同曲を含む「VIA」初のCDとなる「ALIENS EP」をそれぞれリリースした。
2022年3月には星街すいせいとの音楽ユニットMidnight Grand Orchestraの結成を発表。
ゲームサウンド制作以外にも「applebonker」名義でのUNICORNや玉置成実などへのリミックス提供やDAOKOへの楽曲提供、クラブイベント等でのDJやライブアクトなど、幅広い活動を行なっている。また作詞ではMCTC名義を用いることが多い。

## ディスコグラフィー

### デジタルシングル
| リリース日 | リリース日 | タイトル                  | アーティスト               | 収録アルバム |
| 年         | 月日       | タイトル                  | アーティスト               | 収録アルバム |
| ---------- | ---------- | ------------------------- | -------------------------- | ------------ |
| 2021年     | 07月14日   | 3時12分                   | TAKU INOUE & 星街すいせい  | ALIENS EP    |
| 2024年     | 08月01日   | ハートビートボックス      | TAKU INOUE＆春野＆SARUKANI | FUTARI EP    |
| 2024年     | 12月04日   | ライツオフ (feat. なとり) | TAKU INOUE                 | FUTARI EP    |

### EP
| 全作曲・編曲: TAKU INOUE。 |                        |                            |            |                            |      |
| #                          | タイトル               | 作詞                       | 作曲・編曲 | アーティスト               | 時間 |
| 1.                         | 「The Aliens EP」      | ONJUICY                    | TAKU INOUE | TAKU INOUE & ONJUICY       | 2:15 |
| 2.                         | 「Yona Yona Journey」  | TAKU INOUE & Mori Calliope | TAKU INOUE | TAKU INOUE & Mori Calliope | 3:38 |
| 3.                         | 「Club Aquila」        | TAKU INOUE                 | TAKU INOUE | TAKU INOUE                 | 2:54 |
| 4.                         | 「3時12分」            | TAKU INOUE                 | TAKU INOUE | TAKU INOUE & 星街すいせい  | 3:12 |
| 5.                         | 「Taillights (Outro)」 |                            | TAKU INOUE |                            | 1:33 |

| 全作曲・編曲: TAKU INOUE。 |                                                  |                     |            |                              |      |
| #                          | タイトル                                         | 作詞                | 作曲・編曲 | アーティスト                 | 時間 |
| 1.                         | 「ライツオフ（feat. なとり）」                   | TAKU INOUE & なとり | TAKU INOUE | TAKU INOUE & なとり          | 3:05 |
| 2.                         | 「トラフ (feat. にんじん from ロクデナシ)」      | TAKU INOUE          | TAKU INOUE | TAKU INOUE & にんじん        | 3:08 |
| 3.                         | 「FUTARI」                                       |                     | TAKU INOUE | TAKU INOUE                   | 1:07 |
| 4.                         | 「ピクセル (feat. なるみや)」                    | TAKU INOUE          | TAKU INOUE | TAKU INOUE & なるみや        | 3:00 |
| 5.                         | 「ハートビートボックス (feat. 春野 & SARUKANI)」 | TAKU INOUE          | TAKU INOUE | TAKU INOUE & 春野 & SARUKANI | 3:08 |

## 楽曲を提供・参加した主な作品
表記ない限りすべてTAKU INOUE（Taku Inoue含む）、MC TC名義。

### ゲーム
- 『のびのびBOY』（BGM）
- 『パックマン チャンピオンシップ エディション DX』（BGM）
- 『フィットネス パーティ』（サウンドデザイナー）
- 『アイドルマスターシリーズ』
  - 挿入歌「Honey Heartbeat」（作詞）
  - 挿入歌「99 Nights」（作詞・作曲・編曲）
  - 挿入歌「Good-Byes」（作詞・作曲・編曲）
  - 挿入歌「Pon De Beach」（作詞・作曲・編曲）
  - ラジオ主題歌「だから今夜きみと」（作詞・作曲・編曲）
  - 挿入歌「Miracle Night」（作詞・作曲・編曲）
  - 挿入歌「Light Year Song」（作詞・作曲・編曲）
  - 挿入歌「そしてぼくらは旅にでる」（作詞・作曲・編曲）
  - 挿入歌「ダンス・ダンス・ダンス」（作詞・作曲・編曲）
- 『リッジレーサー3D』BGM（作曲）
  - Open Up Your Window (Select Menu)
  - Nitro Right Now
  - Tonight (Ending Credit)
- 『鉄拳タッグトーナメント2』（BGM）
- 『GO VACATION』（BGM）
- 『リッジレーサー (PlayStation Vita)』 （BGM）
- 『塊魂 ノ・ビ〜タ』 （BGM）
  - OP主題歌「塊オン・ザ・ステージ」（作詞・作曲・編曲）
  - ED主題歌「アクロス・ザ・カタマリ」（作詞・作曲・編曲）
  - BGM「ハロー・ワールド」（作詞）
  - 挿入歌「Kakatatamamariri 2」（作詞・作曲・編曲）
- 『アイドルマスター シンデレラガールズ』(『スターライトステージ』を含む)
  - 「アップルパイ・プリンセス」（作詞）
  - 「Romantic Now」（作詞・作曲・編曲）
  - 「Hotel Moonside」（作詞・作曲・編曲）
  - 「Radio Happy」（作詞・作曲・編曲）
  - 「さよならアンドロメダ」（作詞・作曲・編曲）
  - 「クレイジークレイジー｣（作詞・作曲・編曲）
  - 「ゴキゲンParty Night -Dance!!!!!!!!!!!!!!! Remix-｣（リミックス）
  - 「ミラーボール・ラブ」（作詞・作曲・編曲）
  - 「Go Just Go!」（編曲）
  - 「ソウソウ」（作詞・作曲・編曲・ギター&マンドリン）
  - 「ジュビリー」[注 1]（作詞・作曲・編曲）
- 『鉄拳レボリューション』（BGM）
- 『太鼓の達人』
  - 挿入歌「Phoenix」（作詞）
  - 挿入歌「てんびん座急行 夜を行く」（作詞・作曲・編曲・演奏・歌唱）
  - 挿入歌「愛なんだぜ」（作詞・作曲・編曲・演奏・歌唱）
- 『ゴッドイーター2』 BGM（リミックス）
- 『大乱闘スマッシュブラザーズ for Nintendo 3DS / Wii U」 （BGM）
- 『シンクロニカ』 
  - サウンドディレクター
  - BGM
  - 挿入歌「Synchronicity」（作曲・編曲）
  - 挿入歌「夜明けまであと3秒」（作曲・編曲）
  - 挿入歌「サクラ・シークレット」（編曲）
  - 挿入歌「みんなのうた」（作詞・作曲・編曲）
  - 挿入歌「シンクロニカ・エアライン」（作詞・作曲・編曲）
- 『鉄拳7』
  - BGM
  - ED主題歌「The Long Goodbye」（作詞・作曲・編曲）
- 『ポッ拳 POKKÉN TOURNAMENT』
  - BGM
- 『サマーレッスン』
  - ミュージックディレクター
  - BGM
- 『マップラス＋カノジョ』
  - イメージソング「この足でずっとどこまでだって歩いていける」（作詞・作曲・編曲）
- 『スクールガールストライカーズ トゥインクルメロディーズ』
  - 挿入歌「サテライト・ラブ」（作詞・作曲・編曲）
- 『DANCERUSH STARDOM』
  - 挿入歌「Forgetting Machine」（作曲・編曲）
- 『ドラガリアロスト』
  - 挿入歌「Polaris」（作詞・作曲・編曲）
  - 挿入歌「Singing In The Rain」（作詞・作曲・編曲）
  - 挿入歌「Across The World」（作詞・作曲・編曲）
  - 挿入歌「ファイアーエムブレムメインテーマ (Ver.Heroes)」（共同編曲）
  - 挿入歌「ハイセンスパイセン」（スチャダラパーと共同編曲）
  - 挿入歌「a n n i v e r s a r y」（共同作曲・編曲）
  - 挿入歌「Because of You」（作詞・作曲）
- 『チュウニズム』
  - 挿入歌「ライトスピード・デイズ」（作詞・作曲・編曲）
- 『プリンセスコネクト！Re:Dive』
  - 挿入歌「We Are Golden」（作詞・作曲・編曲）
- 『beatmania IIDX』
  - 挿入歌「Backyard Stars」（作曲・編曲）
- 『D4DJ Groovy Mix』
  - 挿入歌「Photon Melodies (TAKU INOUE Remix)」（リミックス）
- 『オンゲキ』
  - 挿入歌「Catch Me If You Can」（作詞・作曲・編曲）
- 『ウマ娘 プリティーダービー』
  - 挿入歌「ライトレス」（作詞・作曲）

### アニメ
- 『かよえ!チュー学』
  - 主題歌：「ある意味で卒業」（作曲・編曲）
- 『風雲維新ダイ☆ショーグン』
  - 劇伴（演奏）
- 『神撃のバハムート VIRGIN SOUL』
  - ED主題歌：DAOKO「拝啓グッバイさようなら」（作曲・編曲）
- 『Back Street Girls -ゴクドルズ-』
  - ED主題歌：「星のかたち」（作詞）
- 『迷宮ブラックカンパニー』
  - 劇伴
- 『D4DJ All Mix』
  - OP主題歌：「Maihime」（作曲・編曲）
- 『アイドルマスター シンデレラガールズ U149』
  - 挿入歌：LiPPS[メンバー 1]「Nightwear」（作詞・作曲・編曲）
- 『忍者と殺し屋のふたりぐらし』
  - OP主題歌：花澤香菜「やれんの？エンドレス」（作曲・編曲・ギター・ベース）
- 『完璧すぎて可愛げがないと婚約破棄された聖女は隣国に売られる』
  - ED主題歌：WON「sister」（作曲・編曲）

### アーティスト
- UNICORN『URMX』
  - 「ボサノバ父さん applebonker Remix」（リミックス、applebonker名義）
- 玉置成実『TAMAKI NAMI REPRODUCT BEST』
  - 「Prayer -Brilhando Mix- × applebonker」（リミックス、applebonker名義）
- DAOKO
  - 「ルクア大阪」2017冬バーゲン CMソング（作曲・編曲）
  - 「サニーボーイ・レイニーガール」（編曲）
  - 「オイデオイデ」（編曲）
  - 「24h (feat. 神山羊)」（編曲）
- 沼倉愛美『アイ』
  - 「This kiss」（作詞・作曲・編曲）
- May'n『graphite/diamond』
  - 「涙の海を東へ」（作詞）
- Liyuu
  - 「Magic Words」（作詞・作曲・編曲）
- Eve
  - 「心予報」（Numaと共編曲）
  - 「廻廻奇譚」（ビートプログラミング）
- STU48
  - 「僕らの春夏秋冬」（青葉紘季（A-NOTE）と共作編曲、T.INOUE名義）
- 月ノ美兎
  - 「アンチグラビティ・ガール」（作詞・作曲・編曲）
  - 「それゆけ！学級委員長」（ボーカルディレクション）
  - 「ありふれた毎日の歌」（ボーカルディレクション）
- キズナアイ『Replies』
  - 「Again」（作曲・編曲）
- ナナヲアカリ
  - 「チューリングラブ feat.Sou (TAKU INOUE Remix)」（リミックス）
  - 「Higher's High (TAKU INOUE Remix)」（リミックス）
  - 「雷火」（作曲・編曲・てにをはと共作詞）
- ano
  - 「デリート」（作曲・編曲・ギター）
  - 「F Wonderful World」（作曲・編曲・ギター）
  - 「Peek a boo」（作曲・編曲・ギター）
  - 「SWEETSIDE SUICIDE」（編曲・ギター）
  - 「AIDA」（作曲・編曲・ギター・ベース）
  - 「普変」（編曲）
  - 「ちゅ、多様性。」（編曲・ギター）
  - 「猫吐極楽音頭」（編曲・ギター）
  - 「涙くん、今日もおはようっ」（編曲・ギター・ベース）
  - 「Tell Me Why」（作曲・編曲・ギター・ベース）
  - 「鯨の骨」（編曲・ギター・ベース）
  - 「イート・スリープ・エスケープ」（作曲・編曲・ギター）
  - 「許婚っきゅん」（編曲・ギター）
  - 「Bubble Me Face」（作曲・編曲・ギター）
  - 「ロりロっきゅんロぼ♡」（編曲）
  - 「swim in 睡眠Tokyo」（作曲・編曲）
  - 「社会の窓」[注 2]（編曲・ギター・ベース）
  - 「ハッピーラッキーチャッピー」（編曲・ギター・ベース）
  - 「Past die Future」（ギター）
- 内田真礼
  - 「ハートビートシティ」（作詞・作曲）
  - 「いつか雲が晴れたなら」（編曲）
- 星街すいせい
  - 「Stellar Stellar」（作曲・編曲）
  - 「綺麗事」（編曲）
- miComet[注 3]
  - 「シュガーラッシュ」（編曲・DECO*27と共作曲）
- 水瀬いのり
  - 「We Are The Music」（作詞・作曲・編曲）
- 東山奈央
  - 「サファイア・タウン・トワイライト」（作詞・作曲・編曲）
- ARuFa
  - 「ベータソング」（作詞・作曲・編曲）
- DECO*27
  - 「サラマンダー(TAKU INOUE 3-Minutes Remix) 」（リミックス）
  - 「ブループラネット(TAKU INOUE Shut Up Remix)」（リミックス）
- Dios
  - 「ラブレス」（川口大輔と共作編曲）
  - 「アンダーグラウンド」（川口大輔と共作編曲）
  - 「自由」（編曲）
  - 「Loopback」（Diosと共作曲、編曲）
- Ado
  - 「ショコラカタブラ」（作曲・編曲）
- 春野
  - 「Spring Has Come」（共作）
- PAS TASTA
  - 「My Mutant Ride （feat. 柴田聡子 & TAKU INOUE）」（PAS TASTA、柴田聡子と共作曲・ギター）
- 水槽
  - 「README（Prod.TAKU INOUE）」（編曲）
- m-flo
  - 「EKO EKO（m-flo loves ZICO, eill）」（☆Taku Takahashiと共編曲）

### 映画
- 『DINER ダイナー』
  - 主題歌：DAOKO × MIYAVI「千客万来」（共作曲）

### その他
- Web CM『FILA 2011 秋冬コレクション』
  - BGM（作曲・編曲、applebonker名義）
- Web CM『FILA 2012 春夏コレクション』
  - BGM（作曲・編曲、applebonker名義）
- Web CM『WALLOP放送局』
  - BGM（作曲・編曲、applebonker名義）
- 『XEVIOUS 30TH ANNIVERSARY TRIBUTE』
  - 「FARDRAUT(Hiroshi Okubo Remix)」（作詞）
  - 「CRAZY ABOUT ZOSHI(Hiroyuki Kawada Remix)」（作詞・歌唱）
  - 「PHOENIX(Yoshinori Hirai Remix)」（作詞・歌唱）
  - 「SHEONITE(Taku Inoue Remix)」（リミックス）
- 『Nanosweep16』
  - 「Light My Fire」（作曲・編曲）
- iOS用アプリ『お天気さんちゃん』
  - サウンドデザイナー
  - BGM
- 『RIDGE RACER 20th ANNIVERSARY REMIX』
  - 「PLANET (RR 20th Anniv. Mix)」（リミックス）
- 『The Remixes Collection THE IDOLM@STER TO D@NCE TO』
  - 「Mythmaker -Taku Inoue Remix-」（リミックス）
  - 「蒼い鳥 -Taku Inoue Remix-」（リミックス）
- 『Nanosweep18』
  - 「That's Right」（作曲・編曲）
- 『Nanosweep21』
  - 「Good Night」（作曲・編曲）
- 『THE IDOLM@STER M@STERS OF IDOL WORLD!! 2015 M@STERPIECE & 10th Anniversary Mix』
  - 「THE IDOLM@STER 10th Anniversary Mix」（DJ MIX）
- 『燻製コンピ』
  - 「I Need Your Love」（作曲・編曲）
- 『ABANDONED LAND』
  - 「Our Night Out」（作曲・編曲）
- 『Funka City』　
  - 「Bup Bup Love」（作曲・編曲）
- 『THE IDOLM@STER CINDERELLA GIRLS 5thLIVE TOUR Serendipity Parade!!! SSA Original CD THE IDOLM@STER CINDERELLA GIRLS TO D@NCE TO』
  - 「秘密のトワレ -Midnight Lab Remix-」（リミックス）
- 『THE IDOLM@STER CINDERELLA GIRLS Hotel Moonside』
  - 「Hotel Moonside (Extended Live Version) 」（作詞・作曲・編曲）
- 『AIKATSU! ANION “NOT ODAYAKA” Remix』
  - 「START DASH SENSATION [Taku Inoue Remix]」（リミックス）
- 『THE IDOLM@STER CINDERELLA GIRLS 10th ANNIVERSARY M@GICAL WONDERLAND!!! Original CD THE IDOLM@STER CINDERELLA GIRLS TO D@NCE TO TOO！』
  - 「Tulip -TAKU INOUE Remix-」（リミックス）
- 『TVアニメ「アイドルマスターシンデレラガールズ」Blu-ray Disc BOX』
  - 「THE IDOLM@STER CINDERELLA GIRLS CELEBRATION PARTY MIX」（DJ MIX）
- 電音部
  - 「Mani Mani (Prod. TAKU INOUE)」（作詞・作曲・編曲）
  - 「トアルトワ (feat. TAKU INOUE)」（作詞・作曲・編曲）
  - 「PLAY/PAUSE (feat. TAKU INOUE)」（作詞・作曲・編曲）
- ラピスリライツ 〜この世界のアイドルは魔法が使える〜
  - 「Beautiful World」（作詞・作曲・編曲）
  - 「HYBRID」（ヒゲドライバーと共編曲）
- Princess Letter(s)! フロムアイドル
  - 「リトル・シークレット」（作詞・作曲・編曲）
- 『『ウマ娘 プリティーダービー』WINNING LIVE Remix ALBUM「ぱか☆アゲ↑ミックス」Vol.1』
  - 「うまぴょい伝説 (TAKU INOUE Remix)」（リミックス）
- 『ミラクルサマー　～ポケモンカードゲーム世界大会への挑戦～』
  - 「Go for Your Future」（SUGIZOと共編曲）
- 『すみっコぐらし』
  - 「うしろむきアンセム」（作詞・作曲・編曲）
- Hololive × Dodgers「hololive night」
  - 「第二弾PV BGM」（永山ひろなおと共作曲）
- STVラジオ
  - サウンドジングル[8]

## ライブ
- 「『ハートビートボックス』Release Party」（2024年8月1日、clubasia）[9]
- 「TAKU INOUE EXHBITION MATCH」（2025年3月6日、Zepp Shinjuku）[10]

## メディア出演

### テレビ
- ヒャダ×体育のワンルーム☆ミュージック（Eテレ、2022年8月13日）[11]
- オー！マイゴッド！あなたは誰を信じますか？（日本テレビ、2023年11月5日）

### ラジオ
- twilight Club DJ MIX（NHK-FM放送、不定期：2022年1月2日 - 2023年1月1日、月1回レギュラー放送：2023年4月30日 - 2025年3月30日）- MC[12][注 4]
- まるごと!エンタメ〜ション（STVラジオ、2025年7月10日）[13]